# 阿里巴巴公益基金会
阿里巴巴公益基金会（英文名：Alibaba Foundation），是一家由中国电子商务企业阿里巴巴集团于2011年发起成立的非公募基金会，总部位于中国浙江省杭州市。该基金会由中华人民共和国民政部注册并监管，以“天更蓝、心更暖、更多人帮助更多人”为愿景，致力于通过科技和平台资源推动公益事业发展，促进人与社会、人与自然的可持续发展。

## 历史沿革
阿里巴巴公益基金会于2011年12月22日正式成立，初始基金为人民币5000万元，由阿里巴巴集团旗下四家公司（阿里巴巴（中国）有限公司（阿里巴巴（中国网络技术有限公司、淘宝（中国）软件有限公司和支付宝（中国网络技术有限公司）联合发起。